# Прутище
Прутище — річка в Росії, у Курчатовському, Конишевському й Льговському районах Курської області. Права притока Сейму (басейн Дніпра).

## Опис
Довжина річки 55 км, площа басейну 611 км².

## Розташування
Бере початок у селі Чоний Колодезь. Тече переважно на південний захід через Троїцьке, Запруття і на південно-східній околиці Кірпічного впадає у річку Сейм, ліву притоку Десни.
Населені пункти вздовж берегової смуги: Журавинка, Павловка, Нові Пруди, Ширково, Новоселовка.